# Laureles y Góngora
Laureles y Góngora är en ort i Mexiko.   Den ligger i kommunen San Blas och delstaten Nayarit, i den centrala delen av landet, 700 km väster om huvudstaden Mexico City. Laureles y Góngora ligger 7 meter över havet och antalet invånare är 529.
Terrängen runt Laureles y Góngora är mycket platt. Runt Laureles y Góngora är det ganska glesbefolkat, med 48 invånare per kvadratkilometer. Närmaste större samhälle är Villa Hidalgo, 18,7 km nordost om Laureles y Góngora. Trakten runt Laureles y Góngora består till största delen av jordbruksmark.